# Галерија грбова Аустрије
Галерија грбова Аустрије обухвата актуелни грб Републике Аустрије, њене историјске грбове, као и грбове њених 9 савезних покрајина.

## Актуелни грб Аустрије
- Грб
 Републике Аустрије 
 (1945-данас)
- Мањи грб
 Републике Аустрије 
 (1945-данас)

## Историјски грбови Аустрије
- Грб
 Аустријске маркгрофовије 
 (976–1156)
- Грб
 Аустријског војводства 
 (1156–1358)
- Грб
 Аустријског надвојводства 
 (1358–1806)
- Грб
 Аустријског царства 
 (1804–1867)
- Грб
 Аустроугарске монархије 
 (1867–1918)
- Грб
 Немачке Аустрије 
 (1918–1919)
- Грб
 Прве аустријске републике 
 (1919–1934)
- Грб
 Савезне Државе Аустрије 
 (1934–1938)

## Савезне покрајине Аустрије
- Грб
 Беча
- Грб
 Бургенланда
- Грб
 Горње Аустрије
- Грб
 Доње Аустрије
- Грб
 Корушке
- Грб
 Салцбурга
- Грб
 Тирола
- Грб
 Форарлберга
- Грб
 Штајерске